# 바깥핵층
바깥핵층 (outer nuclear layer, 외핵층) 또는 외부 과립층(layer of outer granules) 또는 외부 핵층(external nuclear layer)은 눈의 빛을 감지하는 부분인 척추동물의 망막 층 중 하나이다. 내부 핵층과 마찬가지로 외부 핵층에는 타원형 핵체의 여러 지층이 포함되어 있다. 그것들은 두 가지 종류가 있다. 즉, 막대형 과립과 원뿔형 과립이다. 각각 다음 층의 막대형 및 원뿔형 과립과 연결되어 있기 때문에 그렇게 명명되었다.

## 같이 보기
- 알파 운동 뉴런

## 참고 자료
이 문서는 현재 퍼블릭 도메인에 속하는 그레이 해부학 제20판(1918) page 1016의 내용을 기초로 작성된 글이 포함되어 있습니다.